# 99.9-刑事専門弁護士-
『99.9-刑事専門弁護士-』（きゅうじゅうきゅうてんきゅう けいじせんもんべんごし）は、TBS系列「日曜劇場」枠で放送された日本のテレビドラマシリーズ。嵐の松本潤主演作。
『SEASON I』は2016年4月17日から6月19日まで放送された。
『SEASON II』は「東芝日曜劇場」時代の1993年4月に単発作品から連続作品へ移行して100作目として、2018年1月14日から3月18日まで放送された。また、最終回が放送された3月18日をもって、東芝は再び日曜劇場のスポンサーから降板した。
「日曜劇場」枠にて2020年4月期に放送予定であった『半沢直樹』（第2シリーズ）の放送開始日と『半沢直樹 特別総集編』の放送日が、新型コロナウイルス感染拡大による影響でそれぞれ7月19日・7月5日に延期されたことに伴い、同年5月31日から6月28日まで代替番組として、本作の特別編を5週にわたり放送した。内容は『SEASON I』の1 - 3話と5・6話。特別編では、すべての回の番組冒頭で松本、香川照之、榮倉奈々ら出演者が当時のエピソードなどについてリモート形式でトークした。
2021年12月30日には、映画版となる『99.9-刑事専門弁護士-THE MOVIE』が公開され、前日の29日には映画に関連したスペシャルドラマ『完全新作SP 新たな出会い篇～映画公開前夜祭～』を放送した。

## 概要
本作は、連続ドラマとしては初めての「刑事専門弁護士」をメイン題材にした「リーガル・エンターテインメント」作品で。1話完結形式であり、連続ドラマとしては初めて「刑事専門弁護士」に特化したドラマとして制作されたという、タイトルの「99.9」は日本の刑事事件における裁判有罪率99.9%を意味しており、残された0.1%の無罪を解き明かす弁護士が本作の主人公である。
SEASON Iでは主に「検事対弁護士」の図式でストーリーが進められ、さらにSEASON IIでは裁判官を加えた「トライアングル」の関係からドラマを構成していくこととなった。
2021年2月17日、同年冬公開予定で映画化が発表された。
また映画化発表前日から、公式TwitterなどのSNSでカウントアップがはじまり、話題となった。
2021年9月13日に映画版の公開日が12月30日に決定したことが発表された。同年11月5日には、映画のストーリーへと繋がっていく完全新作のSPドラマを放送することを発表。ドラマでは、映画で登場する新たな弁護士ヒロイン・河野穂乃果と、同じく映画で登場する謎の弁護士・南雲恭平との出会いを描いていく。
2019年12月に行われ、300人が投票に参加した「香川照之の歴代出演ドラマ人気ランキング」では、『半沢直樹』や『アンフェア』らを凌ぎ1位を獲得した。

## 制作

### 企画
TBSテレビで数々のテレビドラマを制作してきたプロデューサー・瀬戸口克陽による、自身4年ぶりの連続ドラマである。編成部への異動を経て2015年6月にドラマ制作部へ復帰した瀬戸口は、近年の同局では弁護士を題材としたテレビドラマが作られていないことに気付き、裁判について調べていく中で、日本で逮捕・起訴された被疑者は99.9%有罪になっていることを知ったという。そこでこの「99.9」という数字を仮タイトルとし、瀬戸口は取材を進めてドラマの構想を練った。

### 作風
瀬戸口によると、本作は社会派作品というよりは「エンターテインメント」であり、「ありそうで今までなかったタイプのドラマ」である。扱う内容そのものは固い内容の刑事事件だが、視聴者に知られていない司法の世界を紹介するため、間口を広げることを目的として「どれだけ遊びを入れていけるか」に挑戦している。演出には木村ひさしを起用。出演者自身もアイデアを出し合い、事件の説明シーンをアドリブで面白くするよう心掛けている。また同局で放送されていた「SPEC〜警視庁公安部公安第五課 未詳事件特別対策係事件簿〜」同様ダジャレや小ネタもふんだんに散りばめられている(ちなみに同作品の演出は木村の師匠である堤幸彦)。

### プロモーション
2016年2月24日、同年4月よりTBS系列「日曜劇場」枠で放送開始されることが発表された。合わせて主演として松本と、初共演となる香川のほか榮倉、岸部一徳、青木崇高、奥田瑛二、片桐仁、マギー、渡辺真起子、藤本隆宏らの出演が発表された。松本は、日曜劇場の主演は初となった。

## 続編
2018年1月より続編となるSEASON IIを放送。「日曜劇場」枠の続編は6年ぶり2作目である。SEASON Iから1年空けた2017年8月に夏パートの撮影が開始され、その後10月から3か月の休みを挟んで2018年1月より撮影再開している。
SEASON IIでは、法曹関係者への取材などから「刑事事件における有罪率99.9％という異常な数字の原因は裁判官にもあるのでは」と瀬戸口が考えたことから、検事と弁護士だけでなく、裁判官に焦点をあてトライアングルの関係からドラマを構成していくこととなり、裁判官をやめて弁護士になった尾崎舞子と、エリート裁判官・川上憲一郎というキャラクターを配し、裁判官の実情も描いていくことになった。
SEASON Iでは、深山の父の事件が謎のまま終わるが、これは続編を意識したものではなく当初から解決しないつもりだったという。しかしSEASON IIの放送が決定すると、今度は第2話という早い段階で父の事件を解決させた。これはSEASON Iでは父の事件により深山の生い立ちに視聴者が引き付けられるように、SEASON IIでは事件の解決により新キャストの舞子がチームに加入する理由を描くために、という描かれ方の違いも影響しているという。

## キャスト
※キャストの出典については各回クレジットロール、および番組公式サイト参照。

### 主要人物
深山大翔（みやま ひろと）〈33 → 34〉
演 - 松本潤（幼少期：森田愛蓮）
本作品の主人公。斑目法律事務所法務部刑事専門ルーム弁護士。
常にマイペースで飄々とした性格で、「深山の常識は他にとっての非常識、他にとっての常識は深山にとっての非常識」と評される独特の思考と奇矯な言動をし、裁判官たちの間では「被告人に対して細かい質問を繰り返し、有ること無いことにイチャモンをつけ、裁判を混乱させる厄介な弁護士」として知られているが、悪びれる様子はない。斑目に指摘されるまで本人は無自覚であったが、しきりに耳をいじる癖があり、聞こえないわけでもないのに掌を耳にあてて相手の話を聞いたり、事件の真相を考える時に耳朶を触ることが多い。笑っていることが多いが、父親の一件から冤罪・汚名などを心底憎んでいる。そのため、罪を逃れようと他の人物に罪を着せようとする真犯人や、ミスリードに引っ掛かったり、杜撰な捜査・取り調べを行う警察・検察などに対して威圧混じりに怒りを見せることがあり、大友に会った際にも怒りを見せている。
民事事件に興味が無く刑事事件のみを取り扱うため、常に金欠で生活は質素で、料理屋「いとこんち」に下宿している。
鋭い観察力を持ち、周囲が諦めた事件でも、調書のとおりに現場や再現現場で実際に検証し、徹底的に事実を追究する。弁護対象者の有罪無罪よりも、事実が知りたいとしており、人によって様々に異なる「正義」や「真実」と違い、「事実は1つ」という信条を持つ。
弁護対象者と最初に面会・接見する時には必ず出身地についての質問から始め、現状に至るまでの身上をこと細かに訊いていく。飴を持ち歩いており、集中したいときにはよく舐めている。また料理好きで「マイ調味料セット」を常に持ち歩いており、「いとこんち」の厨房で料理を作りつつ自分の考えをまとめていく。
ダジャレをよく口にし、特に真相に行き着いた際にはダジャレを言っては自ら笑い出している。他人が放ったダジャレには点数を付け、自分が言うときは側にいる人間に点数判定を要求したりしている。
裁判官からは名字の「深山」の読み方を「みやま」ではなく「ふかやま」と間違われている。
SEASON I時点の25年前に、父親の大介が殺人事件の容疑者として逮捕され、その直後に母親に置き去りにされ、坂東の両親に引き取られた。引き取られて間もない頃はほとんど無口であったが、坂東の両親に可愛がられ、徐々に明るさを取り戻していったという。
三大刑事弁護士の一人である神山啓史（かみやま ひろし）をモデルとしている。
佐田篤弘（さだ あつひろ）〈47 → 48〉
演 - 香川照之
斑目法律事務所法務部企業法務ルーム室長 → 斑目法律事務所法務部刑事専門ルーム室長（SEASON I・II）→斑目法律事務所所長（MOVIE）
東京大学法学部出身、元東京地方検察庁検事のヤメ検弁護士。「勝たなければ意味がない」といった信条をもつ。富と成功を求める性格で、そのためには違法スレスレの調査も厭わないが、実際に専門としている民事訴訟や、多くの企業の顧問弁護士として能力を発揮し、斑目法律事務所に大きな利益をもたらしている。また、「金にならない」という理由で、刑事事件には殆ど興味がなく、刑事事件専門ルームに異動することに拒んでいたが、斑目から刑事事件担当を一年間勤め上げれば、次期斑目法律事務所のマネージングパートナーにするという条件を出されたため引き受ける。
高慢で自分より下の人間を見下し、自分が住んでいるマンションですら、自分より上に人が住んでいるのが嫌だという理由で、同じマンションの最上階に引っ越すほどの頂点好きではあるものの、事務所内での人望はあまり無く、周囲からは「勝手おじさん」と面前でも呼ばれている。裁判や訴訟においては「依頼人の利益」を優先しており、「『事実』を明らかにすること」を優先する深山とは折り合いが悪いものの、彼のやり方も弁護士としての1つのやり方として理解を示すようになっている。案件に勝って決着すると、深山や殊勲者と握手して締める儀式をする。
恐妻家の一面を持ち、一人娘の恋愛関係にやきもきしている。また、「サダノウィン」という競走馬を所有しているほどの競馬好きで、オフィスには愛馬のゼッケンや受賞トロフィーが飾ってあるほどだが、深山との約束のせいで「サダノウィン」を手放さざるをえなかったため、SEASON IIでは新たに牝馬の「サダノモンテカルロ」を入手している。ペットの犬にも「トウカイテイオー」という名を付けているものの、由紀子やかすみにはティーティーと略されて呼ばれている。また、加奈子の歌に涙を流すほど感動し、彼女のシングルCD10万円分をすべて購入した。深山と同じくオヤジギャグ好きで、彼がギャグを放つときだけは大受けして打ち解けている。
その後前述の「1年契約」を終えて刑事担当弁護を退いて民事専門に戻っていたが、自身の後任として探してきた刑事専門ルーム室長や、留学した立花の後任たちが、やりたい放題の深山についていけずに次々と辞めていってしまったため、斑目から定着できる後任を見つけることが出来ればマネージングパートナーを譲るとの条件で刑事担当弁護に復帰することになり、もうひとつの条件として、尾崎が正式に刑事事件専門ルームとして勤務することによって立花の後任が見つかったため、民事と兼任が認められている。「完全新作SP 新たな出会い篇～映画公開前夜祭～」では事務所の名前を「班目法律事務所」から「佐田法律事務所」にと目論むも深山に見抜かれてしまう。
立花彩乃（たちばな あやの）〈27〉
演 - 榮倉奈々（SEASON I、SEASON II第1話回想・最終話）
SEASON Iのヒロイン。斑目法律事務所法務部企業法務ルーム弁護士 → 斑目法律事務所法務部刑事専門ルーム弁護士。
東京大学法学部出身。向上心が強く、勝ち気な性格。言われた事に120%のパフォーマンスで応える努力型。大のプロレス好きで、職場の机周りはプロレス・グッズであふれ、スマートフォンのカバーには新日本プロレスのエンブレムをデコレイトし、待ち受け画面はオカダ・カズチカ選手で、着信音はその入場曲を使用している。
異動当初は刑事事件担当には乗り気ではなかったが、徐々に人を助ける仕事にやり甲斐を感じるようになり、そこが原点だということに気づいた。金欠の深山に代わってタクシー代・出張旅費・食事代を頻繁に立て替えさせられている。
SEASON IIではアメリカに留学している。最終話にて一時帰国し、「いとこんち」に来店する。その際に中塚とプロレスで通じた知人だったことと、そうであるにもかかわらずお互い同じ斑目法律事務所に勤務していたことを知らずに交流していたことが判明する。
尾崎舞子（おざき まいこ）〈31〉
演 - 木村文乃（SEASON II）
昭和61年5月30日生まれ。東京大学法学部出身。元裁判官のヤメ判弁護士。
SEASON IIのヒロイン。東京大学法学部在学中に司法試験に合格し、司法修習を経て裁判官に任官。刑事裁判の担当としてキャリアを重ね、547件の事件を扱い、裁判官としては優秀という評価を得ているが、弟の刑事事件により裁判官を退官し司法の世界から距離を置いていた。しかし、2017年の夏に斑目法律事務所に殺人事件被告となった親友の父の弁護依頼のため親友の付き添いとしてやってきた際に、該当案件に対して自身の考える方針と深山の弁護方針が違っていたため、佐田の持ちかけにより特別契約を結び、該当案件だけの臨時として刑事専門ルームに身を置くことになったが、事件調書に疑問を持たず、論理的思考に走り過ぎるところがあり、実証的な視点に欠けることから深山と対立する。事件解決後、斑目からの要請で深山の父親が殺人容疑で逮捕された事件の真相究明を手伝った過程を経て、もう1度法曹界を見つめなおしたいという理由で正式に契約することになり、立花の後任として斑目法律事務所で働くことになる。回を重ねるごとに、当初は「無意味」として反発していた深山のやり方を踏襲し、積極的に検証したり、率先して接見した依頼者にその生い立ちから質問するようになる。
SEASON II第3話のラストまでは、握手であったとしても、佐田や明石からのスキンシップや身体的接触をとことん避けていた。カエルの口を両手で作って動かし、「ゲコ」や「ピョン」などカエル風の擬音を交えながら思ったことを喋る癖があるが、これは中学時代に入っていた腹話術部で練習していた習慣によるもので、3話で深山に訊ねられて刑事ルームの皆に打ち明けた後は、腹話術人形を通販で購入して「サリー」と名付けてルームに置いたり、デスクにプロ腹話術師のブロマイドやグッズを飾るなどしている。また、「完全新作SP 新たな出会い篇～映画公開前夜祭～」では裁判官に復帰したことが言及されている。
河野穂乃果（こうの ほのか）
演 - 杉咲花（完全新作SP）
斑目法律事務所法務部刑事事件専門ルームの新米弁護士。若月昭三の孫娘。深山の真実を追い求める姿勢に惚れ、弟子となることを直談判している。英語が達者で会話の節々に英語を多用する側面がある。漫画「ロボット弁護士」を愛読しており、漫画の名台詞を自身もキメ台詞として使用している。深山のダジャレに佐田以外で唯一大笑いする人物であり、その笑い方は林家パー子に酷似している。

### 斑目法律事務所
斑目春彦（まだらめ はるひこ）〈65 → 66〉
演 - 岸部一徳
斑目法律事務所マネージングパートナー・所長。常に飄々としており、周囲の観察能力に長けている。深山に指摘されるまで無自覚であったが、眉を小指で掻く癖がある。
自分の事務所を「日本における4大法律事務所」とされるほど規模にし、SEASON Iでは次に名誉職である弁護士会会長を狙うためのアピールと、事務所の社会貢献のために「刑事事件専門ルーム」を新たに設置し、次期後継者候補として佐田を室長にし、深山をヘッドハンティングする。検事正の大友とは旧知の仲。
SEASON IIで弁護士会会長となったが、立花と佐田の後任が刑事事件専門ルームを去ったことから、佐田へのマネージングパートナー移譲を先送りにし、再び刑事事件専門ルームに戻す。
大介の学生時代の友人でもあり、共に寄せ書きしたラグビーボールを大切にしている。彼が23年前に逮捕された際にも間違いなく冤罪と主張し、彼の葬儀にも参列した様子を大翔に目撃されている。その後、大介に何もしてやれなかったとして、大翔を側に置いて見守ることが唯一の償いと考え、彼をヘッドハンティングしたことを明かしている。
明石達也（あかし たつや）〈40 → 41〉
演 - 片桐仁
斑目法律事務所法務部刑事専門ルームパラリーガル。
トレードマークはエンブレムの付いたベージュのブレザー。「明石、行きまーす。」が口癖。
外出時は黄色いニット帽をかぶっているが、長年使っているらしく、臭い。弁護士を目指して20年間司法試験に挑戦し続けているが、未だに合格しておらず、立花の後任は自分だと豪語しながらも、尾崎が正式に入ったことにより、先を越されたと思い込み闘争心を燃やしている。
深山とは親交が深く、12年前より行動をともにしている。そのため、深山が持つ様々な癖を熟知しており、彼が書きとめた癖のある速記で書かれた調書を清書することができるのは、中塚が異動してくるまでは彼だけであった。寝る時は目が開いてしまうらしく他者からは寝ているのか起きているのかわからない。気持ちの浮き沈みが激しく、たびたび藤野をはじめとする周囲を振り回す。スマートフォンのカバーは、SEASON Iではカレイ、SEASON IIではタマムシで、デスク周りにも自作の粘土細工オブジェを置いている。3年前はストレートヘアだった。
深山からは損な役回りやきつい仕事をまわされている。また、主にプライバシー保護を理由として断られることの多い防犯・監視カメラ映像提供の許可を得るための土下座（土下寝）技に長けており、シリーズ冒頭では1度は斑目のヘッドハンティングを断った深山が明石の土下寝頼みの後に入所している。
藤野宏樹（ふじの ひろき）〈44 → 45〉
演 - マギー
斑目法律事務所法務部刑事専門ルームパラリーガル。
温厚な性格をしているが、長いものには巻かれてしまうところがある。大柄で京都出身の妻と幼い双子の娘がおり、子煩悩でデスクは娘の写真他、娘の作ったグッズが並び、ベテランだが娘のイベント優先で仕事にはあまり積極的ではない。寝ると無意識に服を脱ぎ、下着姿になる癖がある。
深山を支えていくうちに、事実の解明に全力を注ぐ彼に対し尊敬の念を抱くようになり、自分の家族に何かあった時は、彼に頼みたいと尾崎に明かしている。
戸川奈津子（とがわ なつこ）〈41 → 42〉
演 - 渡辺真起子（SEASON I、SEASON II第1話・第5話）
斑目法律事務所法務部パラリーガル→レッツビギン法律事務所パラリーガル。
ドライな性格の女性。優秀な事務処理能力を持ち、斑目から一目置かれている。志賀から一方的に好意をもたれていたが、徐々に応じる姿勢をみせていき、SEASON II第1話では志賀との結婚を機に寿退社しており、レッツビギン法律事務所で働いている。
中塚美麗（なかつか みれい）〈36〉
演 - 馬場園梓（SEASON II）
斑目法律事務所法務部パラリーガル。
戸川の後任。プロレスファンで、刑事事件専門ルームに異動になると自身のデスクを立花と同じようにプロレスグッズで飾る。深山の速記の独特な字を清書し、きれいにまとめることが出来るなど仕事ぶりは有能。明石や落合の女性に対する恋愛感情や好意の発露としての言動を頻繁に「キモい」と評している。
プロレス観戦に勤しむうちに、交流をもったプロレスラーたちに認められ、Ｔシャツやグッズのデザインを任されるようになっている。最終話では前述の通り立花とプロレスを通じての知り合いであった事が判明し、自作の横断幕を持って全国のプロレス会場に行っていることから立花からは「副団長」と呼ばれる。
志賀誠（しが まこと）〈46 → 47〉
演 - 藤本隆宏（SEASON I、SEASON II第1話・第5話）
斑目法律事務所法務部企業法務ルーム弁護士→斑目法律事務所法務部企業法務ルーム室長→レッツビギン法律事務所弁護士。
優秀だがプライドと名誉欲が強く、他人の成功は自分のものという信念を持っているため、嫌われ上司の典型的な人物。
佐田には仕事上の大きな仕事を次々と持っていかれた経験から恨みを持っているものの、刑事事件専門ルームに対しては主に企業の内情調査などで協力することもたびたびあり、弁護士としての正義の信念を毅然とみせることもある。「佐田にだけは頭を下げたくない」と自身の怪我を装うほどプライドが高い。
戸川に好意を持っており、SEASON IIでは戸川への想いが実ってハワイで挙式し結婚したことを機に退社・独立し、「レッツビギン法律事務所」を立ち上げている。
落合陽平（おちあい ようへい）〈27 → 28〉
演 - 馬場徹
斑目法律事務所法務部企業法務ルーム弁護士。
SEASON Iでは志賀の腰巾着的存在であったが、SEASON IIでは佐田の企業法務関連の部下として働くことになった。
嫌味な性格だが、好みの女性に対しては気障な振る舞いをする。SEASON Iでは立花に、SEASON IIでは尾崎に好意を抱いて、色々と粉をかけているものの相手にされていない。
時々の刑事ルームの調査で必要とされるスキルの資格を持っていることが多く、プラモデル検定2級、ジグソーパズル超達人検定1級、空手2級、柔道初段、截拳道4級、画像処理検定資格（エキスパート称号）、検索技術者検定1級などを駆使して協力している。

### 佐田家
佐田由紀子（さだ ゆきこ）〈36 → 37〉
演 - 映美くらら
篤弘の妻。娘がいる専業主婦。
篤弘とは対照的に深山を気に入っており、彼が逮捕された際には非常に心配していた。料理好き。
佐田家では主導権を握っており、なかなか仕事に出かけようとしない篤弘に、掃除機を野球のバットのように構える素振りを見せて脅かしたりしている。殺人事件調書の遺体の写真を見ながら平気で食事ができるほど豪胆。篤弘が言い訳をする時の「説明になってない」が口癖。
佐田かすみ
演 - 畑芽育
篤弘と由紀子の娘。性格は由紀子に似ている。SEASON I第5話の冒頭、留学先のアメリカから一時帰国。その時点でアメリカにボーイフレンドがおり、また、会話の要所に英語を挟んで話す癖がある。
SEASON IIでは帰国して日本の学校に通っており、最終話にはウクライナ人のボーイフレンド・アレキサンダーを篤弘に紹介している。

### 小料理屋「いとこんち」
坂東健太（ばんどう けんた）〈44 → 45〉
演 - 池田貴史
店主でアフロヘアーの男性。
深山の従兄弟で家主でもあり、過去に刑事裁判の弁護をしてもらったことから、彼に店舗の2階の部屋を無償で貸している。
深山と従兄弟であることはSEASON Iの第4話で明かされ、外見がまるで似ていないことから、深山と従兄弟同士であることを知らされた人間からは大抵驚かれている。
店では「アフロヘアー割引」や「アフロヘアーのカツラの貸し出し」をしている他、店内に飾られているこけしや民芸品などもアフロヘアー仕様にしている。
片岡加奈子（かたおか かなこ）〈24 → 25〉
演 - 岸井ゆきの
常連客。
深山に恋着しており、彼の調理する姿を見るために彼の真正面に自分の席を指定し、たとえ他の人がその席に座っていても強引に割り込もうとするが、当人からは恋愛感情を持たれていない。
感情の起伏が激しい上に嫉妬深く、立花や尾崎がただ店を訪ねただけでも、勝手に嫉妬している。河野に対しては本人から「深山先生は異性として興味がない」と聞かされ仲良くしている。
単語を途中で区切りながら横に顔を向け、向き直してから続けて言う癖がある。いとこんちでの行動が深山に事件解決のヒントを与えることもある。
「かた かなこ」の名で活動する売れないシンガーソングライターで、5度も引退CDを出しているものの、5回目については佐田がCDを全て買ったことで、次のCDを作るお金が出来たことから引退を回避しており、サダノウィンの歌を作曲してCDとして出している。
棚橋（たなばし）
演 - 今井隆文
初登場はSEASON Iの第7話で漫画家の三蔵山龍のアシスタント（同時期に放送されていたドラマ『重版出来!』のキャラクター）として、「いとこんち」に来店していた漫画家を連れ戻しにやってきている。
その後たびたび、仕事関係を抜け出しては「いとこんち」に来店しているゲスト漫画家を連れ戻しにやってくる役目で登場している。

### 東京地方検察庁（SEASON I）
大友修一（おおとも しゅういち）〈60 → 61〉
演 - 奥田瑛二（SEASON II第2話）
東京地方検察庁検事正（SEASON I最終話で無期限昇格停止）。
深山の最大の因縁の相手であり過去に彼と面識があるが、大友自身は成人した深山のことは判らなかった。斑目とは学生時代からの知り合いで、連絡を取り合うことも有り、同窓による会食などでは親しげにふるまっているが、深山の父の一件では旧知として厳しい態度に出られている。机や卓を数本の指で叩き続ける癖がある。
SEASON I時点の23年前に、深山の父・大介が殺人容疑で逮捕・起訴された事件の担当検事であった。東京高等検察庁の検事長を目指していたが、最終話の事件の冤罪が明らかになったことにより、無期限昇格停止処分を受けた挙句に検事長は他の地検検事に座を譲ってしまう結果となり、自身の怒りが収まらなかった。
SEASON IIで、26年前の深山の父の事件に関して、深山が解明し突きつけた事件の真相を認めることはなかったが、自らの司法行為の責任を取り辞職する。
丸川貴久（まるかわ たかひさ）〈36 → 37〉
演 - 青木崇高（SEASON II第2話）
東京地方検察庁・検察官（SEASON I）→金沢地方検察庁・検察官（SEASON II）。
大友に従っており、融通が利かず、愛想がない。佐田の後輩にあたるため、彼に対しては先輩としての敬意を示しているが、深山と出会った頃には検察サイドとして弁護側には非協力的。しかし、深山たちに次々と有罪判断が覆されていき、不起訴の決裁が増えたとして稲葉や大友から「弱腰になったんじゃないのか」と注意されている。
深山たちの調査により無罪の可能性の出てきた案件の新証拠提示に対して、上司による証言内容や訴因の変更の指示などには難色や戸惑いを示しており、最終話では、佐田の「無実の人間を死刑に追いやることになっても良いのか」との問いかけや、立花の「検察は事実の解明に力を尽くすべき」という説得により、大友の意向に逆らって弁護側に協力し、結審後に「事実は1つですから。また法廷で会えることを楽しみにしています。」と言い残している。
SEASON IIでは金沢に転勤となっており、深山の父親の事件について訪ねてきた深山に協力し、解決後には検察として彼に謝罪した。
稲葉（いなば）
演 - 小市慢太郎
刑事部長。
大友を支え、検察組織を守るために動いている。SEASON I最終話では、無実の人間を起訴してしまったことによる冤罪に伴い、謝罪会見に立っている。

### 東京地方裁判所（SEASON II）
川上憲一郎（かわかみ けんいちろう）〈57〉
演 - 笑福亭鶴瓶
裁判官。東京地方裁判所所長代行。裁判に臨む部下には「良え判決せえよ。」と声をかけて励ますことを常としているが、その言葉に含んでいる意味は様々である。被告人の心に残るような訓戒をし、周囲からはよい裁判官と思われているが、深山には「裁判でしか会わない被告人に人生を説くなんて無責任だ。」と言われてしまっている。深山のことは「腕の良い弁護士」として聞き知っていた。かつてはエリート裁判官として公正な裁判を行っていたが、裁判官の重鎮が判決を下した裁判の再審請求を認めたことで左遷されて出世ルートから外れてしまった過去を持ち、それから組織の体面を重視し、上層部におもねるために公正さに欠く判断も行うようになっている。
第8話では、深山と尾崎が担当する殺人事件の裁判長を務め、証人の藤堂京子の思惑に乗る形で被告人に「無期懲役」判決を下すが、深山たちが藤堂夫婦が真犯人であることを突き止めたため、控訴審で逆転無罪となり自身の判決を覆されている。
最終話にて死刑判決が下された放火殺人事件の再審裁判を担当する。しかし、歪んだ判断のままで審問を進めていたことから、真相究明し真犯人を突き止めた深山たちに「『司法への信頼』って何ですか?」と、今までの判断について糾問される。その後、再審請求を許可し、被告人に無罪の判決を下し、司法を代表するとして謝罪をしている。その結果、被告人に死刑判決を下した事務総長岡田孝範と被告人の控訴を棄却した当時の裁判長、稲本真澄の判決は誤審となったため共に失脚し、自らが最高裁判所の事務総局事務総長に昇格することとなる。
遠藤啓介（えんどう けいすけ）〈48〉
演 - 甲本雅裕
裁判官。舞子の裁判官時代の上司。川上には忠実であり、その意を汲んだ行動をする。常に平坦な表情や口調で、内面を表に出すことはほとんどない。過去の真に公正な裁判をしていた頃から川上を知っており、そのことを最終話で舞子に話している。
第5話で「多摩市女子高生強制わいせつ事件」の裁判長を務める。

### 完全新作SP・THE MOVIE
南雲恭平（なぐも きょうへい）
演 - 西島秀俊
謎の弁護士。
南雲エリ（なぐも エリ）
演 - 蒔田彩珠
恭平の娘で、女子高生。天才少女ピアニスト。
若月昭三（わかつき しょうぞう）
演 - 石橋蓮司
穂乃果の祖父で、大手自動車会社・ヨシツネ自動車の会長。

### 親族
深山大介（みやま だいすけ）
演 - 首藤康之（SEASON I回想・SEASON II回想）
大翔の父親。石川県で飲食店「キッチンみやま」を経営。息子同様にダジャレ好きで、店の看板にはクワガタムシ（ミヤマクワガタ）の絵が描かれていた。
SEASON I時点から23年前に顔見知りだった美里を家の近くのコンビニまで送った翌日に美里が殺害された遺体として発見され、美里と最後に接触したのが大介であったため、彼が真っ先に容疑者と見なされ殺害容疑で逮捕される。さらに駅前で美里が大介の車に乗る場面が映った防犯カメラや、殺害現場に残されていた大介の指紋がついた折り畳み傘などの証拠によって有罪となってしまい、控訴し無実を訴え続けたが、心労が祟ったことにより獄中で死去した。そのため、刑は確定していない。
事件の26年後に、当時は証拠として提出されていなかった遺留品から真犯人が判明したが、時効を迎えていた上に真犯人が死亡していたため、法的に無実を証明することが不可能になっている。
深山翔子
演 - 中村綾（SEASON I回想・SEASON II回想）
大翔の母親。夫の事件に関する回の当時の回想に登場。事件当夜の夫のアリバイとして帰宅時間を証言するが、家族の証言のため裁判では信用性なしと判断された。その後、息子を置いて姿を消してしまう。
鏑木美里（かぶらぎ みさと）
演 - 織田梨沙（SEASON I回想・SEASON II回想）
SEASON I時点から23年前の事件の被害者。当時は女子高生。母子家庭で母親と妹と共に深山家の近所に住んでおり、「キッチンみやま」にも来店していた。知人である大介の車で家の近くのコンビニまで送ってもらった翌朝に林の中で殺害され遺体となって発見される。
尾崎雄太（おざき ゆうた）〈22〉
演 - 佐藤勝利（Sexy Zone）（SEASON II）
舞子の弟。岐阜県飛騨出身。SEASON II第1話から舞子の回想や写真として登場していたが、当人としての登場はSEASON II第6話。
荒れた高校時代を過ごしたものの、改心して高校卒業後に上京した際に姉の舞子と共に食べた寿司のうまさに感動し、寿司職人を目指すようになる。修行のため勤めていた「沙々寿司」で発生した窃盗事件の容疑者となってしまうが、容疑を否認していた。しかし、当時は裁判官であった舞子が証拠が全て揃っていたことを理由に、罪が軽くなることを見込んで示談を勧めたため、執行猶予付きの有罪判決を受け入れることになったが、姉が無実を信じてくれなかったことに深く傷付き、以降の連絡を絶っていた。
職を転々とし後に勤務していた立川市にある「大酉寿司」で紹介された不動産業者の殺人事件の犯人の疑いがかけられるが、前回事件時の対応を反省した舞子と深山の奮闘により窃盗事件と殺人事件の両方において容疑が晴れ、佐田が手配した寿司店「横山屋鮨」で働くことになる。同時に舞子とも和解し、その後は一緒に食事に行くなど度々交流してる模様。
岡田孝範
演 - 榎木孝明（SEASON II）
最高裁判所事務総局事務総長。「司法への信頼を保つ」をいう名目で事実を捻じ曲げる判断行うことを頻繁に部下に申し渡している。
最終話から8年程前に、放火殺人事件の裁判を担当し、久世被告に死刑判決を下したが、再審請求の際には担当の川上に意を含めるが、深山たちの真相究明結果から川上が再審を受け入れ裁判にて無罪判決したことで失脚する。

### ゲスト（SEASON I）
※複数話登場人物には演者名横に（）で登場話を追記。

#### 第1話
赤木義男（あかぎ よしお）
演 - 赤井英和
「赤木運送」社長。ネットショップ「maxV」社長・塙幸喜を殺害したとして逮捕されたが無罪を主張し、斑目法律事務所に弁護を依頼する。
事件当日は会社事務所で眠っていたため、起きるまでの記憶がないとしている。
赤木陽子（あかぎ ようこ）
演 - 加藤貴子
赤木の妻。夫が逮捕されたあとの会社を支えていたが、過労と心労で倒れてしまう。
赤木祐希（あかぎ ゆうき）
演 - 上神田海龍
赤木の息子。殺人犯の息子として学校に通えず、悲嘆にくれながらも父を信じている。その姿が、刑事事件に興味のなかった立花の弁護士魂に火をつけることになる。
友永邦夫（ともなが くにお）
演 - 田中要次
「maxV」の常務。
塙望美（はなわ のぞみ）
演 - 堀内敬子
被害者・塙幸喜の妻。
木口淳平（きぐち じゅんぺい）
演 - 木本武宏
バイオ燃料の開発者。志賀の依頼人。
加藤誠（かとう まこと）
演 - 石丸謙二郎
バイオ燃料の特許の買い手企業の社長。息子がインサイダー取引をしている事を佐田に暴かれ、斑目法律事務所が提示した条件を飲むはめになる。
「いとこんち」の客
演 - 佐藤蛾次郎（特別出演）（SEASON II第1話）
岡島化学研究所 山本（やまもと）
演 - 小山田織音
深山が斑目法律事務所に入所する前に担当していた被告人。明石と共に無実を証明して助ける。

#### 第2話
山下一貴（やました かずき）
演 - 風間俊介
木内殺害事件の被告人。正当防衛を主張し、斑目法律事務所に依頼する。
木内光（きうち ひかる）
演 - 岡山天音
被害者。数年前、静岡県の「富士不見高等学校」を卒業して間もなく婦女暴行事件を起こし、保護観察処分となっていたが、その2年後に今回の事件で殺害される。
脇矢英彦（わきや ひでひこ）
演 - 大和田健介
居酒屋の店長。木内を殺害した真犯人。静岡県出身で、「だもんで」という方言を使っていたため、深山に疑いを持たれた。後日、裁判で懲役15年の実刑判決を受ける。
朝霧慶一郎（あさぎり けいいちろう）
演 - 国広富之
「朝霧インターナショナル」会長で、木内の祖父。佐田のクライアントではあるものの、被害者である孫・光の過去の非行が公にされることを恐れ、「事件の調査を一刻も早く終結させなければ、他のクライアントにも圧力を掛けて『斑目法律事務所』を経営破綻させる」と佐田を脅迫するが、斑目と佐田に逆襲されて引き下がらざるを得なくなる。
影山一郎（かげやま いちろう）
演 - 影山一郎
佐藤 千恵（さとう ちえ）
演 - 生田輝
居酒屋の店員。
霜田（しもだ）
演 - 中山祐一朗
「富士不見高等学校」の教師。
山下の婚約者の母
演 - 滝沢涼子
瞳（ひとみ）
演 - 中川真桜
山下の婚約者の妹。2年前に木内に強姦された姉が自殺した事件の対処のせいで、警察や弁護士を極度に嫌っている。
ホームレス
演 - 諏訪太朗、藤原邦章、邱太郎、村上航

#### 第3話
吉田果歩（よしだ かほ）
演 - 山下リオ
「川口建設」経理担当の女性。金庫のパスワードを知る人物のひとりで、自宅で多額の現金が発見されたこともあり、金庫内にある非常用資金を盗んだ窃盗の容疑で逮捕される。三角の屋根の家が載っている雑誌を持ち歩いている。児童養護施設育ちで、自分を捨てた母を恨んでいる。
宮崎冴子（みやざき さえこ）
演 - 麻生祐未
果歩の実母。末期の膵臓癌に侵されており余命が僅かである状態で、深山と立花に娘を助けて欲しいと、私財を投じて私選依頼する。
川口（かわぐち）
演 - 鶴見辰吾
「川口建設」社長。会社の金庫の解錠パスワードの設定者で、定期的に変更しており、専務と果歩にはランダムに選択した4桁の数字を2組書き込んだメモを見せて覚えさせ、2組の数字を足した数をパスワードとしていた。
郷田（ごうだ）
演 - 田窪一世
「川口建設」専務。金庫のパスワードを知る人物のひとりだが、深山たちの調査中の要請に対し、事件当日のパスワード設定のままの金庫を開けることが出来なかった。
警察官
演 - 斉藤慎二（ジャングルポケット）
容疑者の吉田果歩を取り調べた刑事。
大家
演 - 古川がん
深山・立花の聞き込みにより、果歩が早朝ワンボックス車から女性と降りてくるのを目撃したと証言。
風俗店の女性
演 - 中上サツキ
早朝張り込みしてワンボックス車から降りて来たところで声をかけ、深山・立花と一緒にファミレスへ。果歩も風俗店で働いていた事を証言。

#### 第4話
菊池章雄（きくち あきお）
演 - 板尾創路
「ウドウ光学研究所」に勤める研究員。太陽光発電に関する世界的発明者で、事件当時も新しい画期的な研究開発を進めており、別の会社からヘッドハンティングを受けていた。
元同僚である井原に対する強制わいせつ罪で逮捕されるが、弁護に立った深山たちには酷く酔っていたため身に覚えがないと話す。社長の申し出からの示談金提供により、一度は罪を認めて示談に応じて釈放されるが、娘や近隣や会社の人間の有罪者として接する態度に後悔して、再度深山たちに依頼。「美人局による詐欺罪」として逆に井原と社長を訴える。
井原宏子（いはら ひろこ）
演 - ハマカワフミエ
「ウドウ光学研究所」に勤めていた研究員。菊池の元同僚。菊池を強制わいせつ罪で訴える。
鵜堂勝太郎（うどう かつたろう）
演 - 升毅
「ウドウ光学研究所」社長。菊池とその研究をかなり気に掛けている様子を見せるが、菊池の過去の発明の特許に関しては、5万円しか報奨を渡さなかった。
根元勇（ねもと いさむ）
演 - 淵上泰史
「Bar KABON」店長。井原の恋人。
斑目法律事務所事務員
演 - 大場久美子
協力に対する報奨と、示談手続き不備を理由として深山たちが事務所に呼び出した井原と根元をそれぞれ別の部屋に案内して、尋問の手伝いをする。
「Bar KABON」バーテンダー
演 - テット・ワダ
タクシー運転手
演 - 一ノ瀬ワタル
深山たちが事件当夜に現場にいたタクシーを捜索しているとタクシー仲間から聞きつけ、協力する。
菊池英子（きくち えいこ）
演 - 比企理恵
菊池の妻。
菊池恵里（きくち えり）
演 - 横山未空
菊池の娘。父の無実を信じていたため、菊池が示談に応じた際には父を詰っている。
「ウドウ光学」研究員
演 - 海島雪、日下部千太郎
菊池の部下。深山たちの聞き込みに対しては、共に菊池の人柄からの潔白を訴えていたが、示談に応じて罪を認めて戻ってきた菊池を冷たい態度で迎える。

#### 第5話・第6話
谷繁直樹（たにしげ なおき）〈30〉
演 - 千葉雄大
三枝に暴行を加えて逮捕された男性。暴行を加えている最中に転倒して頭部に衝撃を受け、接見中に意識不明で倒れる。
三枝尚彦（さえぐさ なおひこ）〈62〉
演 - 平田満
「理白冷蔵」社長。喫煙者。
水鳥拳（みずとり けん）
演 - 松岡哲永
「ナガタロック警備保障会社」社員の元刑事。18年前、直樹の父の死亡についての捜査を担当。
山本（やまもと）
演 - モロ師岡
「Bar Yamamoto」のマスター。直樹の父が死亡直前に店に立ち寄っていた時の様子を深山に話す。
由利篤朗（ゆり あつろう）
演 - 渡辺慎一郎
三枝暴行事件の目撃者。
谷繁明利（たにしげ あきとし）
演 - 緋田康人
谷繁直樹の父親。「朱蓮フーズ」社長。18年前、自社ビルの屋上から転落して死亡し、現場の証拠から水鳥が殺人として捜査していたが、上層部に自殺として処理されていた。
谷繁美代子（たにしげ みよこ）
演 - 柊子
直樹の妹。父親が死亡当時に使用していた手帳を深山に託す。
十条武雄（じゅうじょう たけお）
演 - 中丸新将
東京高等検察庁の検事長。18年前の「杉並区資産家令嬢殺人事件」の主任検事で、佐田は十条の部下かつ担当検事だった。
当初は検察組織として大友を中心に新証拠を捻じ曲げてまで守られていたものの、「杉並区資産家令嬢殺人事件」真犯人の出頭を受けて大友らに見放され失脚する。
真島博之（まじま ひろゆき）〈事件当時21〉
演 - 菅谷哲也
18年前の「杉並区資産家令嬢殺人事件」の容疑者。事件当時は、大学生で美希と恋人同士だった。無期懲役の判決を受け、再審請求中に獄死。
小野美希（おの みき）〈事件当時21〉
演 - 柏幸奈
18年前の「杉並区資産家令嬢殺人事件」の被害者。
板橋卓二（いたばし たくじ）
演 - 吉沢悠
真島の友人。既婚で子持ち。事件当時は大学生で、寮では真島が隣室だった。
徳川由美子（とくがわ ゆみこ）
演 - 徳住有香
18年前の「杉並区資産家令嬢殺人事件」の現場レポーター。
真島の母
演 - 梅沢昌代
獄死した息子の無罪を信じ、現在も再審請求を続けている。
小野の友人
演 - 渡辺江里子・木村美穂（阿佐ヶ谷姉妹）
「五車製粉」の社員。
演 - 吉永秀平
「朱蓮フーズ」の元社員。18年前、谷繁社長を最後に目撃した人物。当時はリーゼントヘアだった。
「いとこんち」の客
演 - 今立進・やついいちろう（エレキコミック）、森慎太郎・江口直人（どぶろっく）
オカダ・カズチカ
演 - 本人（SEASON II第1話）
イベント「オカダ・カズチカとカレーライスを食べる会」に登場。SEASON II第1話ではチャンピオンベルトを持って「いとこんち」の客で登場。
外道
演 - 本人
オカダ・カズチカのマネージャー。

#### 第7話
河村英樹（かわむら ひでき）
演 - 高嶋政伸
おもちゃ会社「オロゴンホビー社」副社長。社長である父・幸一殺害の真犯人。
会社の顧問弁護士である志賀が在籍している斑目法律事務所に西岡の裁判の弁護を依頼するが、佐田には「あくまで西岡の利益優先で弁護をすること」を申し渡されている。
西岡徹（にしおか とおる）
演 - 嶋田久作
「オロゴンホビー社」専務。会社の運営方針を巡って対立することもあった社長・幸一の殺害容疑で逮捕される。凶器となった花瓶から指紋が検出されたものの、身に覚えがないと一貫して容疑を否認。
河村幸一（かわむら こういち）
演 - 大和田伸也
「オロゴンホビー社」社長。副社長の問題を役員会議へ提起する直前に、自宅で殺害される。
西岡明奈（にしおか あきな）
演 - 秋月成美
西岡専務の娘。
大島道昭（おおしま みちあき）/ 北野道昭（きたの みちあき）
演 - 池田鉄洋（完全新作SP）
東京地検の検事。幸一の殺人事件の裁判の担当検事。検察を辞めた後、佐藤・五十嵐・佐々木・佐藤・北野（旧姓：大島）弁護士事務所(SISSK(o))の弁護士となる。
菱尾（ひしお）
演 - 八木のぞみ
「オロゴンホビー社」役員秘書。
桂正和
演 - 本人（SEASON II第3話）
「いとこんち」の客。店にやってきたアシスタントに身元をバラされ、アフロのカツラも取られてしまう。SEASON II第3話では締め切り前だったために、店から無理やり連れ戻されている。

#### 第8話
岩下亜沙子（いわした あさこ）
演 - 夏菜（第7話）
システムエンジニア。「Jun & Ai」勤務。3年前に傷害事件で起訴された際に、深山が弁護人を担当していた経緯を持つ。
黒川陽介（くろかわ ようすけ）
演 - 綾部祐二（ピース）
岩下の恋人。結婚詐欺で2回、振り込め詐欺で2回の前科をもつ。
鈴木政樹（すずき まさき）〈44〉
演 - 林泰文
「SKRコウメイ金融」に勤めるサラリーマン。深山と食事中に毒を盛られ死亡。
三浦検事
演 - 野間口徹
東京地検の検事。深山の鈴木殺人容疑の裁判担当検事。深山が無罪になった後、弁護士を不当に逮捕した償いとして辞職に追い込まれる。
検察事務官
演 - 夙川アトム
三浦検事付きの事務官。

#### 第9話
山城皐月（やましろ さつき）
演 - 国仲涼子
山城隆三の妻。介護疲れから義父を殺害したとして、山城家から斑目法律事務所へ相談される。
山城善之助（やましろ ぜんのすけ）
演 - 清水綋治
「山城鉄道グループ」会長。自宅で殺害される。
山城功一（やましろ こういち）
演 - 平岳大
善之助の長男。
山城敬二（やましろ けいじ）
演 - 須藤公一
善之助の次男。
山城隆三（やましろ りゅうぞう）
演 - 庄野崎謙
善之助の三男。
山城育江（やましろ いくえ）
演 - 中山忍
功一の妻。
山城昌子（やましろ まさこ）
演 - ちすん
敬二の妻。
山城 良典（やましろ よしのり）
演 - 宮近海斗（Travis Japan）
敬二の息子。
山城家のお手伝い
演 - 信江勇
皐月の母
演 - 元井須美子
山城家の運転手
演 - 井上康
ニュースキャスター
演 - 江藤愛（TBSアナウンサー）（最終話、SEASON II第1話・第3話）
「いとこんち」の客
演 - 矢野通、モハメド・ヨネ、邪道
本人として来客。

#### 第10話（最終回）
石川陽一（いしかわ よういち）〈33〉
演 - 中丸雄一
都内連続殺人事件の容疑者。現場から毛髪と血痕が検出されたことで逮捕されるが本人は無実を主張し、斑目法律事務所が弁護を担当することになる。
高山浩介（たかやま こうすけ）〈53〉
演 - 神保悟志
「勢羽総合病院」院長。都知事選を制して新しく知事に就任。
石川啓太（いしかわ けいた）
演 - 平泉成
陽一の父。息子が独立するまでは父一人子一人の家庭で息子を育て上げ、陽一の無実を信じて斑目法律事務所に弁護を依頼する。
中田麻里（なかた まり）〈30〉
演 - 相馬絵美
高山の都知事選選挙スタッフ。都内連続殺人事件の1人目の被害者。伊井山公園で殺害される。
岡由美子（おか ゆみこ）〈28〉
演 - 金子彩奈
都内連続殺人事件の2人目の被害者。巨千大橋で殺害される。
渡辺美穂（わたなべ みほ）
演 - 今井あずさ
強盗殺人被害者。浜松市の自宅アパートで殺害され、都内連続殺人事件と殺害手口が似ていたため深山が調査を行う。
清水かずき（しみず かずき）
演 - 吹原幸太（SEASON II 第3話ほか）
雑誌「週刊ダウノ」の記者。浜松の強盗殺人事件を取材して署名記事として掲載し、記事を読んで訊ねてきた深山の調査に協力する。
SEASON II 第3話では深山の依頼で、殺人被害者のジャーナリスト安田の仕事について調査協力する。再会した深山を懐かしみ、頻繁にハグをしようとするが、1回目以降は深山にかわされている。
加藤薫（かとう かおる）
演 - 上田遥
5年前に勢羽総合病院に入院していた患者。
陽一の同僚
演 - 木下隆行
アパートの大家
演 - 佐藤真弓
渡辺が住んでいた浜松市のアパートの大家で、「サイトウユキ」と名乗る。
渡辺の妹
演 - 植松寿絵
姉の殺害犯人逮捕を願い、深山の調査に協力し、亡くなった姉の身の上を細かく教えている。
看護師の川井
演 - 信川清順
勢羽総合病院の看護師。陽一の人間ドックで採血を担当。
九十九静香（つくも しずか）
演 - 緑川静香
東京連続殺人事件を伝えるニュースのレポーター。
真壁刀義
演 - 本人
「いとこんち」の客。
田口隆祐
演 - 本人（SEASON II 第1話）
「いとこんち」の客。SEASON II第1話では、水道用品「田口ジャパン」2017年イメージキャラクターで登場。
裁判長
演 - 石塚運昇
陽一に無罪判決を言い渡す裁判長。

### ゲスト（SEASON II）
※複数話登場人物には演者名横に（）で登場話を追記。

#### 第1話 (II)
鈴木加代（すずき かよ）
演 - 谷村美月
依頼人。尾崎舞子の親友。
父・二郎の冤罪について尾崎に相談し、その助言を頼りに斑目法律事務所へ弁護を依頼する。
鈴木二郎（すずき じろう）〈58〉
演 - 半海一晃
「鈴木テックス」社長。沢村の殺人容疑で逮捕されるが本人は無実を主張し、罪を認めた上での情状酌量を狙うという尾崎の提案を最後まで拒絶する。埼玉県所沢市出身で地元球団の埼玉西武ライオンズのファン。来修大学卒。身長160cm。
阿部充（あべ みつる）〈43〉
演 - 長塚圭史
「鈴木テックス」社員。二郎の事件当日の行動についての証人。身長181cm。
伊藤亜紀（いとう あき）〈36〉
演 - 新妻聖子
「鈴木テックス」社員。二郎の事件当日の行動についての証人。阿部の恋人。ホヤぼーやが好き。Instagramを開設している。
沢村和輝（さわむら かずき）〈46〉
演 - ボブ鈴木
「沢村ファイナンス」社長。事務所で殺害される。二郎に1千万円を貸していた。
道知部晃（みちしべ あきら）
演 - 山本圭祐
水道用品「田口ジャパン」社員。阿部の証言を裏付ける発注電話を受けている。
千原（ちはら）
演 - スチール哲平
「プリント・デヴィット」社員。二郎の事件当日についての証拠を提供する。
裁判長
演 - 朝倉伸二
二郎の殺人容疑による公判で裁判長を務める。
松尾良男（まつお よしお）
演 - 長江健次
佐田の後任として斑目法律事務所法務部刑事専門ルーム室長を務めるものの、やりたい放題の深山の行動に嫌気が差して退所する。

#### 第2話 (II)
鏑木美由紀（かぶらぎ みゆき）
演 - 野々すみ花（SEASON II第1話）
鏑木美里の妹。深山に対しては姉を殺害した犯人の身内として嫌悪感を示していた。事件後に警察から母親に引き渡され保管していた姉の所持品の中に、姉のものではない品が混じっていたことを母親が介護施設に入った際に見つけ、この事件遺留品を大介の物と思い込み深山に突き返す。深山による真相解明後に事件の真相が記された三宅からの手紙が届き、今まで大介を犯人と誤解していたことを深山に謝罪する。
三宅宏之（みやけ ひろゆき）
演 - 小倉一郎
「呂布警備」の社員。深山の父が逮捕された26年前は「金沢北警察署 江夏派出所」勤務の警察官。
当時も真犯人に対する疑念を持っていたものの、警察の上司や担当検事の大友修一にはとりあってもらえずにいた。そのため事件への疑念を押し殺してきたが、深山の追及と佐田の説得から全てを話し、後に美里の妹の美由紀に事件の真相と謝罪をしたためた手紙を送っている。
小倉学（おぐら まなぶ）
演 - 薬丸翔
26年前に三宅と「金沢北警察署 江夏派出所」に勤務していた警察官。
事件以前から美里に付きまとい、事件当日は美里が入ろうとしたコンビニに警察官として巡回中だった。大友により、数年前にチベットの山での滑落事故により死亡したことが明かされる。
藤原（ふじわら）
演 - 不破万作
26年前に「キッチンみやま」の近所にあったコンビニの店長。現在は廃業している。
深山に父・大介が美里を自店のコンビニに送った当時の証言をする。
内田（うちだ）
演 - 奥田達士
金沢地方検察庁の検察官で、丸川の上司。丸川の行動を監視する。
仲居
演 - ぼくもとさきこ
深山たちが宿泊した旅館「宝夢巣亭」の仲居。
石川秀美
演 - 本人
26年前の石川県警察イメージガール。
ポスターが「金沢北警察署 江夏派出所」に貼られていた。

#### 第3話 (II)
山内徹（やまうち とおる）
演 - 松尾諭
舞子の裁判官時代の先輩。上司の遠藤からは「一つの事件にのめり込みすぎて全般的な事件の処理が遅い」と諌められている。
ジョーカー茅ヶ崎の裁判の裁判長として、深山の意見を取り入れて、案件の再検証のために異例の裁判延期の判断をする。裁判終了後、遠藤からは成長したと評されるが、川上の意向で北海道の家庭裁判所に所長代行として異動することになる。
今回の裁判についての自分の働きかけが異動の原因ではと訝したんだ尾崎には「これからも法と良心に従って仕事をする。」と告げている。
ジョーカー茅ヶ崎（ジョーカーちがさき）〈64〉
演 - 宇崎竜童
佐田が顧問弁護士を務める「武技宇技音楽事務所」所属の人気ロック歌手。本名は茅ヶ崎万次郎（ちがさき まんじろう）。
1年程前の違法賭博を安田に突き止められ金銭を強請られたことで、脅迫に応じるのではなく活動休止を覚悟の上で、自ら事実を公表しようとしていたが、公表前に安田が殺害されたことを受けて佐田の忠告を受け、この事を黙っていた。
しかし、安田の殺人事件の目撃者・石川敦子を襲撃した殺人未遂疑惑をかけられたときに、佐田の忠告が裏目に出て違法賭博の件と、一度は疑いが晴れた安田の殺人の件でも合わせて逮捕される。
石川敦子（いしかわ あつこ）〈40〉
演 - 安達祐実
フリーライター。
安田の殺人事件時の目撃証言によってジョーカー茅ヶ崎に安田殺害疑惑がかかることになり、数日後の深夜、「コーポラス リュウ」の自室で何者かに殺害目的で襲撃され、一時は意識不明の重態になったが命を取り留める。
しかし、該当事件の裁判の初めの証言時には出廷できる容態ではなかったため、病院内での出張尋問の場で証言となり、延期された裁判では裁判所で証言するが、白内障を患っていることを深山に見抜かれていた。
村野正義（むらの まさよし）
演 - 永岡卓也
敦子の婚約者。
安田尚樹（やすだ なおき）〈43〉
演 - 伊藤高史
ジョーカー茅ヶ崎を恐喝していたジャーナリスト。
恐喝のネタを公表する前に、SDSビル内の個人事務所で殺害される。
元木（もとき）
演 - 保坂知寿
ジョーカー茅ヶ崎のマネージャー。
松井（まつい）
演 - 安井順平
ジョーカー茅ヶ崎の裁判の検事。
「コーポラス リュウ」の大家。
演 - 松本海希
石川の住むマンションの大家の女性。
深山へ石川の生活状況について情報提供する。
うどん居酒屋「鳳亭」の店主
演 - 高木渉（最終話）
裁判官時代の舞子がよく通っていたうどん居酒屋「鳳亭」の店主。
「鳳亭」には川上や遠藤など、他の裁判官もよく訪れている。
ヨシタツ
演 - 本人
うどん居酒屋「鳳亭」の客。

#### 第4話 (II)
森本貴（もりもと たかし）
演 - 近藤芳正
4大法律事務所の1つである「ジョン&モリモト法律事務所」所属の民事の敏腕弁護士。今回の裁判の原告である棚橋政一郎の弁護人。
佐田とは面識がなかったがお互いに評判は知っており、ライバル視して激しく火花を散らす。
「私には判る。」が口癖で、「事実はどうでもいい。大事なのは裁判で勝つか負けるか。」という信条で裁判に臨んでいる。
岩村梢（いわむら こずえ）
演 - 有森也実
依頼人。直樹の妻。
夫が転落死した直前に届いたメール文面の不自然さもあって夫の無実を確信しており、佐田に立証してくれるよう依頼する。
棚橋政一郎（たなはし せいいちろう）〈43〉
演 - 迫田孝也
「タナハシ機械製作所」社長。幸次郎の兄。弟が殺害されたことによる損害賠償として、梢に3億円を請求する裁判をおこす。
足立靖男（あだち やすお）
演 - 塚地武雅
「アダチ工業」社長。タナハシ機械製作所の下請けをしている。被告側と原告側双方の証人として2回出廷する。
田中裁判長
演 - 小須田康人
今回の民事訴訟の裁判長。舞子は「杓子定規の人物」と評している。
岩村直樹（いわむら なおき）〈50〉
演 - ユリオカ超特Q
「岩村モーター」社長。タナハシ機械製作所の下請けをしている。エンジンに関する画期的な特許を所有。
「くらもと倉庫ビル」の屋上から転落して死亡したが、警察は「棚橋幸次郎を殺害後に自殺」として被疑者死亡のまま書類送検し、不起訴処分となっている。
棚橋幸次郎（たなはし こうじろう）〈41〉
演 - 永滝元太郎
「タナハシ機械製作所」専務。政一郎の弟。何者かにスパナで頭部を殴打され殺害される。
料理番組出演者
演 - 中西学、北村克哉
共に本人として10分間料理番組「MONSTER COOKING」に出演。加奈子や岩村直樹が頻繁に彼らの料理番組を見ている。料理の担当者は大さじと小さじを間違えるなど、かなり適当な様である。
山田貴敏
演 - 本人
「いとこんち」の客の漫画家。割引のためにアフロのカツラをかぶって食事をしていたところ、仕事中だったためにアシスタントの棚橋がやって来て、店から無理やり連れ出される。
いっこく堂
演 - 本人
写真やグッズとして登場。尾崎のデスク周辺に飾られている。

#### 第5話 (II)
工藤久美子（くどう くみこ）〈17〉
演 - 清原果耶
私立三葉女子高等学校に通う女子高校生。「多摩市女子高生強制わいせつ事件」の被害者。被害届を提出後に警察での面通しで、多摩中央駅にいつも集まっていた不良グループの中から大輝と大江を犯人と特定した。
山崎大輝（やまざき だいき）〈17〉
演 - 市川理矩
「引っ越しのジュンコ」に勤める会社員。仕事に就く前は不良グループにいた。「多摩市女子高生強制わいせつ事件」の被告人で、志賀から頼まれて斑目法律事務所で弁護を引き受けることになった今回の依頼人。
本人は無罪を主張するが、取り調べでは警察に脅され罪を認めてしまっている。裁判の結果、無罪判決が下される。
大江徳弘（おおえ とくひろ）〈18〉
演 - 福山翔大
大輝と共に訴えられた「多摩市女子高生強制わいせつ事件」のもうひとりの被告人で、大輝が抜けた不良グループの一員。
大輝より強く無罪を主張していたが、事件日時が訴因変更されると罪を認めて自白する。裁判では無罪となったが、公判中に変更後の事件日時に西府中駅で起こった「強盗致死」の容疑者の決定的特徴と一致していることが深山によって指摘されたため、「強盗致死」の件で捜査協力させられることとなる。
喜多方修造（きたかた しゅうぞう）
演 - 矢柴俊博
「多摩市女子高生強制わいせつ事件」の裁判担当の検事。
当初は少年犯罪厳罰化に向けた政治的な思惑から裁判所側と協力して被告人を有罪にすべく強引な動きにでていたが、深山による決定的な無罪状況の証明と、被害者に訴因変更をうながされたことを証言され、裁判長の遠藤から厳重注意を受け、冤罪の責任を押し付けられた形になる。
焼肉屋店員
演 - アキラ100%
高円寺にある人気焼肉店「焼肉100%」の店員。事件当夜の被告人側の証人として出廷し、事件当夜の大輝のアリバイについて証言する。
「焼肉100%」の壁に貼られているメニューは全てお笑い芸人をもじった名前になっている。
工藤純恵（くどう すみえ）
演 - 吉沢梨絵
久美子の母で教育評論家。警察に娘に対する強制わいせつの被害届を出す。
ダンスグループ
演 - 坂口涼太郎、大原優乃、他3人
事件現場とされる「多摩第三公園」のトンネルで毎週月水金の夜間にダンスの練習をしている。
五十嵐徹（いがらし てつ）
演 - 池田良
久美子と出会い系サイトを通じて知り合った男性。被告人側の証人として出廷し、事件当夜の被害者の行動について証言する。
津川岳（つがわ たけし）
演 - ヨシダ朝
東京地方検察庁の次席検事で、喜多方の上司。

#### 第6話 (II)
新井英之（あらい ひでゆき）〈78〉
演 - 竜雷太
立川市にある「大酉寿司」店主。前科持ちを承知で雄太を雇っている。
殺害事件の第一発見者。警察から大酉寿司の立ち退きをめぐるトラブルによる平田殺害を疑われたため、雄太の姉・舞子がいる斑目法律事務所を訪れる。
タバコ「Itsumono」を愛用している。
糸村信彦（いとむら のぶひこ）〈46〉
演 - 横田栄司
八王子市にある「沙々寿司本店」社長。
起業する前は新井のもとで修業をしていた。
飯田誠一（いいだ せいいち）
演 - ダンカン
立川喜多野商店街にあるタバコ屋「たばZ」店主。新井とは顔なじみ。
殺害事件の情報提供だけでなく、検証実験では深山から動画撮影を任される。
大酉寿司から城壇不動産へ行くには「たばZ」の前を必ず通らなければならず、店頭のセンサーは商店街の反対側の店舗前まで反応するように設定されている。
坂本卓（さかもと すぐる）
演 - 古舘佑太郎
雄太の高校からの友人。上京後に質屋の強盗で懲役3年の有罪判決を受け、府中北刑務所で服役中。
この時の裁判長は舞子だったが、弁護士として刑務所で接見するまで舞子はそのことを忘れていた。
深山らに2年前の沙々寿司窃盗事件の真相を伝える。
大西達也（おおにし たつや）〈22〉
演 - 金子大地
坂本の友人。上京後に坂本を通じて雄太とも知り合っている。
舞子の判決で坂本が有罪になった腹いせに、雄太が勤めていた沙々寿司本店で嫌がらせをしただけでなく、2年前の窃盗事件の裁判では雄太に不利な証言をしていた。
パクチー屋店主
演 - IZAM
移動キッチン「パクチー弁当スミレ」店主の男性。赤色の髪にスミレ色の服、「September Love」と書かれたエプロンをしている。
緑色のキッチンカーで全国に移動販売しており、日野市の市民センター前で深山らに殺害事件当日の情報提供をする。
柴田（しばた）
演 - 渡辺早織
「沙々寿司本店」社長秘書の女性。
2年前、事務所内が荒らされていたのを出勤時に発見し、警察に通報している。
平田賢一（ひらた けんいち）〈50〉
演 - 三又又三
立川喜多野商店街にある不動産会社「城壇不動産」社長。事務所内のトイレで何者かに頭部をバールで殴られ殺害される。
新井の紹介で雄太にアパートを貸していた一方で、新井には大酉寿司のある土地からの立ち退きを迫っていた。
槇原寛三（まきはら ひろみ）
演 - 笠井隆介
「槇原法律事務所」の弁護士。
2年前の雄太の弁護人で、当時の資料を保管している。
立川南警察署の刑事
演 - 日向丈
舞子と深山に接見した刑事。
横柄な態度で殺害現場の状況と雄太の殺害動機の勝手な見立てを語るが、2人が弁護士であることを知ると急に謙虚になる。
雄太を監視する刑事
演 - 屋良学（SEASON I第8話）、ほか1名
「大酉寿司」の前で菓子パンと牛乳を手に雄太の監視をする刑事。
2年前には雄太の立会いのもと実況見分を行い、沙々寿司本店から盗まれた現金をコインロッカーから発見した。雄太は否認したものの逮捕された。
過去には深山を誤認逮捕した場面にも登場している。
「横山屋鮨」の従業員
演 - 伊藤明賢
徹夜の斑目法律事務所に寿司を届けに来たメガネ姿の男性。
内藤哲也、BUSHI
演 - 本人
「いとこんち」の客として登場。新しいTシャツのデザインについて中塚と打ち合わせをするために来店する。

#### 第7話 (II)
緒方真貴（おがた まさたか）〈41〉
演 - ヒャダイン
佐田が顧問弁護を務める企業「オガタテクノロジー」の社長。
佐田に相談しながら新規事業の立ち上げを進めていたが、引き出した子会社の運転資金の3000万円と共に姿を消したため、業務上横領の容疑がかかる。佐田は個人口座に300万円が振り込まれていたため、業務上横領幇助で逮捕される。
同一商品を複数購入し、それらを使い回している。心臓に難病を抱えている。
笹野桜（ささの さくら）〈31〉
演 - 比嘉愛未
「オガタテクノロジー」の広報。
大河原と中村に指示されて、緒方の自宅に深山と舞子を案内をする。
マンション「アルカディア」在住。数ヶ月前から社内に秘密で緒方と交際しており、専用の携帯電話を持っている。
大河原孝正（おおがわら たかまさ）〈60〉
演 - 佐戸井けん太
「オガタテクノロジー」の専務。
会社の資金繰りが思わしくないため、子会社を立ち上げての新規事業には反対の立場だった。
中村麻美（なかむら あさみ）〈50〉
演 - 田中美奈子
「オガタテクノロジー」の経理担当。
社長から頼まれたとして、佐田の個人口座に300万円を振り込んでいる。
満里恵（まりえ）
演 - アンミカ
緒方の元妻。
離婚した後も緒方からは愛されていたと主張し、誕生日に緒方から花をプレゼントされ続けていたり、食事に誘ったりと交流があり、斑目法律事務所に出向いて緒方の残したスケジュール表についての情報を深山と舞子に提供している。
医師
演 - 竹井亮介
赤羽にある「恵須クリニック」の医師。緒方の主治医。
緒方が「不整脈P型 右室心筋症」という心臓の難病にもかかわらず、最近通院していないことを深山らに証言する。
弐良光英（にら みつひで）
演 - 飯田基祐
佐田を起訴した検事。法廷では佐田に起訴に至った捜査手法について逆質問されてしまう。
小島広吉（こじま ひろよし）
演 - 小松利昌
佐田が被告人の裁判を担当した裁判長。
テレビ番組で、佐田が担当する「国家損害賠償訴訟」による仕組みにある裁判官側の不公正さについて解説したことに憤慨しており、岡田から佐田の「横領補助罪」有罪を想定した判決参考書を渡されている。
法廷では、被告人であることを自覚しない佐田の言動に振り回される。
キャスター
演 - 枡田絵理奈
佐田が出演したテレビ番組「ひるじゃん」のキャスター。
クリーニング店店主
演 - 中谷守男
「イエス鷹巣クリーニング」の店主。
笹野から緒方のスーツを預かったことを深山らに証言する。
松本零士
演 - 本人
「いとこんち」の客。
80歳の大誕生会を抜け出して、メーテルの格好をした女性と来店していたため、棚橋に連れ戻される。
永田裕志、秋山準
演 - 本人
中塚のたとえに登場する、仲が良い裁判官と検事。
永田は企業ポスターにも登場している。

#### 第8話 (II)
藤堂正彦（とうどう まさひこ）〈65〉
演 - 佐野史郎
衆議院議員。元文部科学大臣で、民政党の公認により選挙活動中。
選挙事務所で西川からの贈答品「水木屋 ひとと羊羹」を食べるが異常はなく、選挙にも当選する。
藤堂京子（とうどう きょうこ）〈54〉
演 - 森口瑤子
正彦の妻。専業主婦。
贈答品の羊羹を食べて意識不明の重体となるが、一命を取りとめる。
検察側証人として裁判に臨むが、深山たちが事前に要請した情報に対し、あやふやな証言としたことで被告人に不利に作用してしまう。
氷室兼次（ひむろ けんじ）〈52〉
演 - 篠井英介
藤堂の公設第二秘書。
贈答品の羊羹を4つに切り分けた直後に後援会長が事務所に来所したため、自分は食べずにすんでいる。
沢渡清志郎（さわたり せいしろう）
演 - 白井晃
「沢渡法科学研究所」所長で、斑目の知人。ぶっきらぼうな性格で「ばかもん」が口癖。勝手に意見を言うのを許さず、はじめに「はい」と挙手をさせる。
元は科学捜査検査所（科検）に所属しており、退所後に民間として科検の30倍の精度の成分検出方式を開発するが、採用しないことに不満を持っている。
斑目法律事務所の依頼で犯行に使われていた毒物「セトシン」の分析をし、ニシカワメッキで保存していたセトシンが犯行に使われたとする科検の出した鑑定結果を否定し、2年前に島根県で発生した毒物殺害事件で使われたセトシンと成分が一致するという鑑定をする。
西川五郎（にしかわ ごろう）〈53〉
演 - おかやまはじめ
「ニシカワメッキ」社長。藤堂の熱烈な支援者。
藤堂に贈った羊羹にセトシンを仕込んだという殺人および殺人未遂の容疑で逮捕される。
前任の弁護人とは折り合いが悪く、佐田へ弁護を依頼する。
一審は川上裁判長の裁判員裁判により無期懲役の判決を下されるが、深山たちが真犯人を突き止めたため、二審で無罪となる。
金子源助〈66〉
演 - 原金太郎
後援会長。贈答品の羊羹を食べるが無事だった。
東野真治（ひがしの しんじ）
演 - 浜田信也
西川を起訴した検事。
平塚頼長（ひらつか よりなが）
演 - 中村まこと
島根県にある「平塚冶金工場」の社長。
2年前、当時の従業員・鹿島が工場に保管されていたセトシンを盗み友人を殺害する「毒物殺害事件」が起きていた。
舞子の調査で、平塚が藤堂正彦の異母弟であることが判明する。
ゆう実
演 - 緒方かな子
銀座にあるクラブ「予詩」のママ。
藤堂の愛人で、水木屋の羊羹を買っていた。
上杉正信〈58〉
演 - 佐藤貢三
藤堂の公設第一秘書。藤堂らとともに羊羹を食べ死亡する。
藤堂のスキャンダルを週刊ダウノ・清水の知り合いである週刊伝知の記者に告発しようとしていた。
宇佐美裕也（うさみ ゆうや）
演 - 花戸祐介
科学捜査検査所の鑑定人。検察側人証取調べに出廷する。
羊羹に混入されたセトシンが、ニシカワメッキのものと同一成分であることを法廷で証言する。
「ニシカワメッキ」従業員
演 - 岩寺真志
セトシンの管理データを佐田や深山らに提出する。
警察にセトシンの使用状況を証言していたが、従業員であるとの理由で信じてもらえなかった。
選挙事務所のスタッフ
演 - 谷口翔太、池上紗理依、他
藤堂の選挙事務所のアルバイトスタッフ。支援者には愛想が良い。
検証実験中に深山のオヤジギャグに耐え切れず逃げ出す。
マンションの管理人
演 - 金沢きくこ
上杉が住んでいたマンションの管理人。
死亡した上杉が独身で身寄りもなかったため、遺品整理を「ゴーゴーヘブン」に依頼する。
裁判員
演 - 足立理、佐藤寛子、三島ゆたか、滝沢恵、他2人
裁判員裁判で裁判長の川上から、鑑定結果以外で判断するよう誘導される。
ひょっこりはん
演 - 本人
「いとこんち」の客。
深山が作った料理を加奈子のいたずらで、明石が食べかけたものとすり替えられる。
西川晃啓
演 - 本人
選挙事務所内のパーティションに貼られているカレンダー。

#### 第9話（最終回）(II)
久世亮平（くぜ りょうへい）〈20〉
演 - 中島裕翔（幼少期：入江環太）
依頼人。
父の無実を訴えており、祖母と弁護士とともに斑目法律事務所を訪れる。
両親は店のことでは喧嘩をしていたが普段は仲が良く、父が母を殺すはずがないと主張する。
8年前の火災では、塾からの帰りが遅れたため難を逃れている。
久世貴弘（くぜ たかひろ）〈52〉
演 - 小林隆
死刑囚。亮平の父親。
府中市内の木造アパートのオーナーのかたわら、「そば処 音吉庵」を妻とともに経営していたが、8年前に「府中市蕎麦屋放火殺人事件」で逮捕される。
妻の殺害および蕎麦店兼アパートの放火の罪で起訴され、6年前の東京地裁で死刑判決、4年前の東京高裁で控訴棄却となり、最高裁で死刑が確定した。
無実を訴え、再審請求をしている。
内川愛理（うちかわ あいり）
演 - 片桐はいり
「富理木火災研究所」の火災専門家。「普通です」が口癖。
8年前の蕎麦店兼アパート火災について検証する。
島津ヤエ（しまづ やえ）〈64〉
演 - 根岸季衣
神奈川県相模原市在住。タバコ「Itsumono」を愛用している。
貴弘が経営していたアパートの元住人。8年前の火災では2階にいたところを海老沢に救助される。
海老沢晋（えびさわ すすむ）〈36〉
演 - 成河
「新日本体育大学付属女子中学校」の教師。東京都青梅市在住。
貴弘が経営していたアパートの元住人。8年前の火災当時は1階に住んでおり、島津を救助して新聞記事に取り上げられている。
中原銀次（なかはら ぎんじ）〈43〉
演 - 山本浩司
蕎麦店「鈍天」の主人。埼玉県所沢市在住。
貴弘が経営していた「音吉庵」の元従業員。8年前の事件当日は退勤時に久世夫婦の喧嘩の仲裁でとばっちりを受け、亮平から借りていた漫画雑誌「週刊バイブス」を直美に捨てられていた。
久世トキ子（くぜ ときこ）
演 - 茅島成美
貴弘の母。息子の無実を訴えている。
久世直美（くぜ なおみ）〈事件当時43〉
演 - 竹内都子
貴弘の妻。8年前の火災により全焼した「音吉庵」の店内で、後頭部に傷のある死体となって発見された。
稲本真澄（いなもと ますみ）
演 - 須永慶
東京高等裁判所長官。
4年前、貴弘の控訴を棄却している。
犬飼孝（いぬかい たかし）
演 - 佐伯新
貴弘の再審請求に出席した検事。
山岡真一（やまおか しんいち）
演 - 小宮浩信（三四郎）
貴弘が経営していたアパートの元住人。手癖が悪く、部屋に忍び込んでは金目の物を盗んでいたため、10年前に直美の通報で逮捕されている。
8年前の火災の様子をガラケーで録画していた。
前科7犯で、3年前に多摩川の河川敷で野垂れ死んでおり、母親（演 - 青木和代）が遺品を保管している。
三村大介（みむら だいすけ）
演 - 三浦大輔
ガソリンスタンドの店長。横浜ベイスターズファンで、「多摩地区素人そっくりさん大会」で三浦大輔投手のそっくりさんとして準優勝している。
8年前の事件当日に貴弘が灯油を買っていた当時、読売ジャイアンツファンの従業員（演 - 谷川功）とテレビで横浜対巨人戦を観戦しており、ターメル・スレッジの逆転サヨナラホームランにガッツポーズしていた。
消防士
演 - 武井壮
東京消防庁の消防士。8年前の蕎麦店兼アパート火災では消火活動にあたっていた。
佐田の再審請求に関する会見を観て、当時の火災現場に山岡がいたことを佐田に伝える。
弁護士
演 - 山口良一
貴弘の弁護人。貴弘の無実を証明することができず、亮平とトキ子とともに斑目法律事務所を訪れる。
刑事
演 - 岩谷健司
貴弘を取り調べた刑事。当時小学生だった亮平の存在を利用して自白を強要する。
塩見（しおみ）
演 - 青山めぐ
「新日本体育大学付属女子中学校」の女性教師。明石を体操服泥棒と間違え投げ飛ばす。
被告人
演 - 庄野真代
舞子が接見をした被告人。接見中に「Masquerade」を口ずさむ。
トルコ出身で、5歳までイスタンブールに在住していた。
棚橋弘至、タイガーマスク
演 - 本人
「いとこんち」の客。

#### 完全新作SP
岡部康行（おかべ やすゆき）〈47〉
演 - 戸次重幸
政治家。愛仙市議会議員。北海道出身。収賄事件の被告人として深山に弁護を依頼する。
植木美奈子
演 - 平岩紙
岡部の秘書。ワイロ受け渡し現場を目撃したと嘘の証言をする。
岩城雄介
演 - 津田寛治
検察官。
大島浩二
演 - 児嶋一哉
下着の窃盗犯であり依頼人。
本田紗子
演 - ファーストサマーウイカ
下着の窃盗事件の被害者。
円谷耕三
演 - 山西惇
ヒマカ工業社長。岡部にワイロ受け渡した嘘の証言をする。
裁判官
演 - 関智一
美声で法廷を支配する。
倉持雅夫
演 - 浜崎貴司
戸部子開発社長。検察側の証人として出廷する。
工藤達也 / 工藤和也
演 - 殺陣剛太
与太郎建設社長。
テル / 輝本富士夫
演 - 白井光浩
与太郎建設社員。
柴田一
演 - 山口翔悟
岡部康行の後援会長。班目法律事務所に岡部の弁護を依頼。
近藤純
演 - 三遊亭遊子
愛仙市職員。岡部に不利な証言をする。
山本貴信
演 - 渋川清彦
南雲が関わった裁判で死刑を宣告される。
若月昭三の秘書
演 - 片山萌美
高倉建設社員
演 - キャッチャー中澤
岡部の評判を証言。
東野
演 - 橋本美和
南雲の依頼人。
南雲の依頼人。
演 - 鈴木もぐら（空気階段）

## スタッフ
- 脚本 - 宇田学
  - 完全新作SP - 三浦駿斗
- トリック監修 - 蒔田光治
- 音楽 - 井筒昭雄
- 法律監修 - 國松崇[注 9]
  - SEASON I - 犀川治、松井正広
  - SEASON II - 一般社団法人リーガルパーク
- 警察監修（SEASON II） - 石坂隆昌
- 取材協力 - 高野隆、吉田京子
  - SEASON I - 宮村啓太、西村あさひ法律事務所
  - SEASON II - 大平修司、羽田野晶子
- ナレーション - 石塚運昇[注 10]
- 主題歌 - 嵐（ジェイ・ストーム）
  - SEASON I・完全新作SP - 「Daylight」[70]
  - SEASON II - 「Find The Answer」[71]
- プロデュース - 瀬戸口克陽（SEASON I・II）
  - SEASON I - 佐野亜裕美
  - SEASON II・完全新作SP - 東仲恵吾
- 企画（完全新作SP） - 瀬戸口克陽
- 演出 - 木村ひさし、岡本伸吾（SEASON I・II）
  - SEASON I - 金子文紀
- 製作著作 - TBS

## 放送日程

### SEASON I
- 2016年4月17日～6月19日：全10話
- 初回：21時～22時19分の25分拡大放送
- 第2話・第9話：21時～22時09分の15分拡大放送
- 最終話：21時～22時14分の20分拡大放送

| 各話                                                                          | 放送日        | サブタイトル                                                                 | 演出       | いとこんちの客             | 視聴率 |
| ----------------------------------------------------------------------------- | ------------- | ---------------------------------------------------------------------------- | ---------- | -------------------------- | ------ |
| request.01                                                                    | 2016年4月17日 | 0.1%にこだわる型破りな男登場!! 逆転不可能な事件に挑め                        | 木村ひさし | 佐藤蛾次郎                 | 15.5%  |
| request.02                                                                    | 4月24日       | 正当防衛か殺人か？隠された驚愕の真相                                         | 木村ひさし | 影山一郎                   | 19.1%  |
| request.03                                                                    | 5月01日       | 消えた1000万円!! 空白の15年…母と娘の絆                                       | 金子文紀   | -                          | 16.2%  |
| request.04                                                                    | 5月08日       | 永遠に証明できない無実!! 逆転の一手は                                        | 金子文紀   | アポロ・クリード           | 16.3%  |
| request.05                                                                    | 5月15日       | 黒幕は佐田!? 繋がった2つの事件〜前編                                         | 木村ひさし | エレキコミック             | 18.9%  |
| request.06                                                                    | 5月22日       | 絶対崩せない証言!! 切り札は佐田の過去                                        | 岡本伸吾   | どぶろっく                 | 13.3%  |
| request.07                                                                    | 5月29日       | VS完全犯罪者!! 凶器に潜むワナ…                                               | 木村ひさし | 桂正和 今井隆文            | 17.7%  |
| request.08                                                                    | 6月05日       | 深山逮捕!! ついに明かされる衝撃の過去                                        | 岡本伸吾   | -                          | 18.6%  |
| request.09                                                                    | 6月12日       | 最終回前15分拡大!! 深山、敗北!? 華麗なる一族の悲劇…                          | 木村ひさし | 矢野通 モハメド・ヨネ 邪道 | 16.5%  |
| request.10                                                                    | 6月19日       | 今夜完結!! チーム斑目が挑む最後の難事件 因縁の宿敵…秘めた思い…いざ最終決戦!! | 木村ひさし | 田口隆祐 真壁刀義          | 19.1%  |
| 平均視聴率 17.2% （視聴率はビデオリサーチ調べ、関東地区・世帯・リアルタイム） |               |                                                                              |            |                            |        |

- 2020年『特別編』の第1夜である5月31日、第2夜である6月7日の放送では、ディレクターズカットを再編集しDVD-BOXの音声特典として収録されていた、松本、香川、榮倉によるオーディオコメンタリーを副音声にて特別に放送した。

### SEASON II
- 2018年1月14日～3月18日：全9話。
- 初回・第6話：21時～22時19分の25分拡大放送。
- 第2話・第8話：21時～22時14分の20分拡大放送。
- 最終話：21時～22時48分の54分拡大放送。

| 各話                                                                          | 放送日        | サブタイトル                                                                                                 | 演出       | いとこんちの客              | 視聴率 |
| ----------------------------------------------------------------------------- | ------------- | --- | ---------- | --------------------------- | ------ |
| request.01                                                                    | 2018年1月14日 | 型破りな弁護士が帰ってきた!! 元裁判官からの依頼!? 逆転不可能な事件に挑め                                     | 木村ひさし | 佐藤蛾次郎 オカダ・カズチカ | 15.1%  |
| request.02                                                                    | 1月21日       | 26年越しの事実!! 犯人は透明人間!? 水晶が導く父の冤罪の謎                                                     | 木村ひさし | -                           | 18.0%  |
| request.03                                                                    | 1月28日       | 前代未聞の出張法廷 裁判官の思惑                                                                              | 木村ひさし | 桂正和 今井隆文             | 16.2%  |
| request.04                                                                    | 2月04日       | 奇策!! 民事法廷で刑事の無実を証明せよ                                                                        | 木村ひさし | 山田貴敏 今井隆文           | 16.8%  |
| request.05                                                                    | 2月11日       | 歪められた少年裁判 嘘つきは誰!?                                                                              | 岡本伸吾   | -                           | 17.0%  |
| request.06                                                                    | 2月25日       | 舞子の弟が殺人犯!? 原因は姉…失われた絆 真相の鍵は2年前の事件にあった!!                                       | 木村ひさし | 内藤哲也 BUSHI              | 17.0%  |
| request.07                                                                    | 3月04日       | 敏腕弁護士逮捕!! 遂に裁判所と全面対決                                                                        | 木村ひさし | 松本零士 メーテル 今井隆文  | 17.4%  |
| request.08                                                                    | 3月11日       | 初めての敗訴!! 巧妙な罪…裁判所の逆襲!! 葬られた事実とは…!?                                                   | 岡本伸吾   | ひょっこりはん              | 18.0%  |
| last request                                                                  | 3月18日       | 深山、最後の闘い!! 絶対不可能の再審請求無実を信じる息子の涙 最強の敵…手負いの裁判官の秘策!! 0.1%の逆転なるか | 木村ひさし | 棚橋弘至 タイガーマスク     | 21.0%  |
| 平均視聴率 17.6% （視聴率はビデオリサーチ調べ、関東地区・世帯・リアルタイム） |               | |            |                             |        |

- 2月18日は「ピョンチャンオリンピック スピードスケート 男子団体パシュート予選・女子500m決勝」（20時00分 - 22時00分）中継のため休止。
- 最終回は自己最高の平均視聴率21.0％、瞬間最高視聴率22.5%を記録
- 第2・8話の18.0％を3.0ポイント上回り、全話平均視聴率は2018年の民放連続ドラマで1位[76]。

### 完全新作SP 新たな出会い篇
| 各話                                                         | 放送日         | ラテ欄 | 演出       | 視聴率 |
| ------------------------------------------------------------ | -------------- | --- | ---------- | ------ |
| ～映画公開前夜祭～                                           | 2021年12月29日 | 超型破りな弁護士が帰ってきた！ 新しい仲間は漫画女子！？さらに最大の敵現る！ 検察を裏で操る最強弁護士が仕掛けてきた悪魔の証明…１００％立証不可能な事件に挑め！ | 木村ひさし | 13.9%  |
| （視聴率はビデオリサーチ調べ、関東地区・世帯・リアルタイム） |                | |            |        |

## 受賞歴
- SEASON I（2016年）
  - 第89回ザテレビジョンドラマアカデミー賞[78]
    - 最優秀作品賞
    - ドラマソング賞

  - 第20回日刊スポーツ・ドラマグランプリ2016年度
    - 助演男優賞（香川照之）

  - 2016年TV LIFE年間ドラマ大賞
    - 助演男優賞（香川照之）
- SEASON II（2017年）
  - 第21回日刊スポーツ・ドラマグランプリ2017年度
    - 作品賞
    - 主演男優賞（松本潤）
    - 助演男優賞（香川照之）
    - 助演女優賞（木村文乃）

  - 第21回日刊スポーツ・ドラマグランプリ2018年度 GP冬
    - 作品賞
    - 主演男優賞（松本潤）
    - 助演男優賞（香川照之）
    - 助演女優賞（木村文乃）
- SEASON II（2018年）
  - 第96回ザテレビジョンドラマアカデミー賞[79]
    - 主演男優賞（松本潤）
    - 助演女優賞（木村文乃）

  - 2018年TV LIFE年間ドラマ大賞
    - 作品賞
    - 主演男優賞（松本潤）
    - 助演男優賞（香川照之）
    - 助演女優賞（木村文乃）
    - 主題歌賞

  - TVステーションドラマ大賞2018
    - 主演男優賞（松本潤）
    - 助演女優賞（木村文乃）

## 関連商品

### Blu-ray・DVD
- 『99.9-刑事専門弁護士- SEASON I』Blu-ray BOX（TCエンタテインメント、2016年10月5日発売）
- 『99.9-刑事専門弁護士- SEASONII』Blu-ray BOX（TCエンタテインメント、2018年8月24日発売）
- 『99.9-刑事専門弁護士- SEASON I』DVD-BOX （TCエンタテインメント、2016年10月5日発売）
- 『99.9-刑事専門弁護士- SEASONII』DVD-BOX（TCエンタテインメント、2018年8月24日発売）

### サウンドトラック
- 『99.9-刑事専門弁護士- SEASON I』（Anchor Records、2016年06月08日発売） UZCL-2090 オリジナル・サウンドトラック。
- 『99.9-刑事専門弁護士- SEASON II』（Anchor Records、2018年03月07日発売） UZCL-2131 オリジナル・サウンドトラック。

### メディアミックス

#### 小説
『99.9-刑事専門弁護士-㊤』（扶桑社）
脚本は宇田学、ノベライズは百瀬しのぶ。2016年6月18日発売。ISBN 978-4-59-407510-1。
『99.9-刑事専門弁護士-㊦』（扶桑社）
脚本は宇田学、ノベライズは百瀬しのぶ。2016年7月6日発売。ISBN 978-4-59-407511-8。
『99.9-刑事専門弁護士-SEASON II ㊤』（扶桑社）
脚本は宇田学、ノベライズは百瀬しのぶ。2018年2月28日発売。ISBN 978-4-59-407908-6。
『99.9-刑事専門弁護士-SEASON II ㊦』（扶桑社）
脚本は宇田学、ノベライズは百瀬しのぶ。2018年4月16日発売。ISBN 978-4-59-407909-3。

## 備考
コラボレーション
山崎製パンのランチパックとのタイアップ企画 
第1弾 ハンバーグ（アイオリソース&デミグラスソース）（2016年4月17日から同年5月16日までの期間限定商品）
第2弾 ハンバーグ（おろしポン酢ソース）（2016年5月15日から同年6月20日までの期間限定商品） 
Uber Eatsは2018年1月13日より本作のSEASON IIと異色のコラボレーションを実現した。

551の蓬莱が映画『99.9-刑事専門弁護士- THE MOVIE』とコラボし「今度の法廷はー映画だ。」というキャッチコピーをもじって「大阪の名物はー豚まんだ」といったコラボを12月31日まで行われた。
12月30日全国ロードショーとなる、映画『99.9-刑事専門弁護士- THE MOVIE』の公開を記念して、明太子を中心とした食品販売の株式会社ふくやと、お菓子の香梅が期間・数量限定のコラボ商品を発売された。
いつでもおいしく使える率、100％「深山の直かん」（2021年12月17日から2022年1月31日までの期間限定商品）
ハッピー陣太鼓（2021年12月17日より期間限定商品）
2016年6月19日に放送された本作のSEASON Iの最終話にアニメ『逆転裁判 〜その「真実」、異議あり！〜』のキャラクターの名前が登場している。これに応えてか『逆転裁判』でも第13話に『99.9』を思わせる文字列が登場している。 
本作のSEASON IIと同じ時期にTBSテレビ系列で放送された連続ドラマ『アンナチュラル』でUDIラボの法医解剖医・中堂系と葬儀社の社員・木林南雲の会話に「赤い金魚」というワードが出てくる場面があった。すると本作では、深山が子どもの時に殺人事件で逮捕されて獄中で亡くなった父親の冤罪を晴らすきっかけとなる“お守り”の模様が「赤い金魚」と表現されていた。
2018年1月26日放送の『アンナチュラル』第3話の予告映像で、辣腕検事・烏田が「有罪率99.9％のプライドを賭けて」と口にしたことで、前述の「赤い金魚」や「99.9％」と関連ワードが続いた。 
松本零士が本作のSEASONIIの第7話にゲスト出演し、深山が居候する小料理屋「いとこんち」のシーンに登場する。公開された場面写真にはアフロヘア姿の松本零士に加え『銀河鉄道999』のヒロイン・メーテルらしき人物の後ろ姿が写り込んでいて、第7話では『99.9』と『999』とのコラボが実現した。

2021年12月28日に放送された『SASUKE2021』では、翌日12月29日に放送の完全新作SPおよびその翌日の12月30日に公開される映画とのコラボとして、1stステージの制限時間が99.9秒となった。
なお翌年の『SASUKE2022』でも1stステージの制限時間は99.9秒のままであった。

その他
2018年1月28日放送の第3話では同じ漫画界から『ウイングマン』『電影少女』『I”s』で知られる漫画家の桂正和がシーズン1に続いて「いとこんち」に登場した。
ハマの番長の愛称で親しまれる元横浜DeNAベイスターズで野球解説者の三浦大輔が本作のSEASONIIの最終回2時間スペシャルにゲスト出演している。
笑福亭鶴瓶は2018年のドラマ『99.9-刑事専門弁護士- SEASON Ⅱ』で松本が演じる弁護士役と対立する裁判官役を演じた。

## 映画
2016年にSEASON I、2018年にSEASON IIが放送されたTBSテレビ・日曜劇場『99.9-刑事専門弁護士-』の映画化作品で、SEASON IIの続編として位置づけられている。斑目法律事務所のメンバーはテレビドラマ版のレギュラーキャスト陣が続投し、杉咲花が本作の新たなヒロイン役に抜擢されている。
2021年2月16日に公式Twitterでカウントアップが行われ、翌17日に映画化が発表された。
公開日前日の12月29日には、本作に関連したスペシャルドラマ『完全新作SP 新たな出会い篇～映画公開前夜祭～』が放送された。